# Stormland
Stormland er den tredje roman af Hallgrímur Helgason, der er oversat til dansk.
Hovedpersonen Böddi er vendt hjem til Island og barndomshjemmet Stormland, hvorfra han i kælderen skriver løs på sin weblog med rasende kritik mod det moderne og ifølge Böddi ideal- og kulturløse Island.
Bogen blev i 2007 nomineret til Nordisk Råds Litteraturpris, men tabte til Sara Stridsbergs Drømmefakultetet. Bogen blev filmatiseret i 2011.